# Пеллегрен, Жак (зоолог)
Жак Пеллегрен, также в русской научной литературе Жак Пеллегрин (фр. Jacques Pellegrin, 12 июля 1873, Париж — 12 августа 1944, Париж) — французский зоолог, наиболее известен своими работами по ихтиологии.

## Биография
Пеллегрен родился в Париже, изучал естественную историю. В 1894 году стал препаратором Отделения зоологии (préparateur à la chaire de zoologie) в Национальном музее естествознания у Леона Вэллана (фр. Léon Vaillant) (1834—1914).
Он получил степень доктора медицины в 1899 году и естественных наук в 1904. В 1908 году стал помощником руководителя того же отделения. В 1917 году был президентом Зоологического общества Франции.
После многих заграничных поездок в 1937 году он стал заместителем директора музея, и сменил Луи Руля (фр. Louis Roule) в качестве руководителя Отделения герпетологии и ихтиологии.
Пеллегрен опубликовал более 600 научных монографий и статей, открыл около 350 новых видов. Он описал ряд видов рыб семейства Cichlidae. Есть виды, названные в его честь, — например, Geophagus pellegrini.

## Некоторые труды
- Petit atlas des poissons, III poissons des eaux douces especes francaises Paris 1943
- Les Poissons des eaux douces de Madagascar et des iles voisines (Comores, Seychelles, Mascareignes) 1933 222 S.
- Poissons du Chiloango et du Congo recuellis par l’expedition du Dr H. Schouteden : 1920—1922 Tervuren 1928
- Voyage zoologique d’Henri Gadeau de Kerville en Asie-Mineure (avril-mai 1912) Paris: Baillière, 1928 150 S.[2]
- Les Poissons d’Eau douce de l’Indo-Chine : Conférence faite au Muséum d’Histoire naturelle par Jacques Pellegrin. Augustin Challamel, Paris 1907. 23 S.[3]

## Открытые виды
Среди видов, описанных Пеллегреном:
- Campylomormyrus phantasticus (Pellegrin, 1927)
- Ichthyborus monodi (Pellegrin, 1927)
- Marcusenius ntemensis (Pellegrin, 1927)
- Mugil bananensis (Pellegrin, 1927)
- Teleogramma monogramma (Pellegrin, 1927)